# فرناندو مورايس
فرناندو مورايس (بالبرتغالية: Fernando Morais‏) هو صحفي وكاتب برازيلي، ولد في 22 يوليو 1946 في Mariana, Minas Gerais ‏ في البرازيل.

## وصلات خارجية
- فرناندو مورايس على موقع IMDb (الإنجليزية)
- فرناندو مورايس على موقع قاعدة بيانات الفيلم (الإنجليزية)